# Calbert Cheaney
Calbert Nathaniel Cheaney (ur. 17 lipca 1971 w Evansville) – amerykański koszykarz, występujący na pozycjach obrońcy oraz skrzydłowego, trener koszykarski, od 2023 dyrektor do spraw rozwoju zawodników w drużynie akademickiej Indiana Hoosiers.
4 grudnia 2020 został asystentem trenera Indiana Pacers. 23 maja 2023 objął stanowisko dyrektora do spraw rozwoju zawodników w drużynie akademickiej Indiana Hoosiers.

## Osiągnięcia
Na podstawie, o ile nie zaznaczono inaczej.
NCAA
- Zawodnik Roku:
  - im.:
    - Naismitha (1993)[4]
    - Johna R. Woodena (1993)[5]

  - według:
    - National Association of Basketball Coaches (NABC – 1993)[6]
    - Associated Press (1993)[7]
    - Sporting News (1993)[8]
    - United Press International (1993)[9]

  - Konferencji Big Ten (1993)[10]
- Laureat:
  - Oscar Robertson Trophy (1993)[11]
  - Adolph Rupp Trophy (1993)[12]
  - Chicago Tribune Silver Basketball (1993 – Big Ten MVP)
  - NIT Season Tip-Off Most Outstanding Player (1993)
- Zaliczony do:
  - I składu:
    - All-American (1993)
    - Big Ten (1991, 1992, 1993)

  - III składu All-American (1991, 1992)

NBA
- Uczestnik Rookie Challenge (1994)

Reprezentacja
- Mistrz:
  - uniwersjady (1991)[13]
  - Ameryki U–19 (1990)[13]